# Conus verdensis verdensis
Conus verdensis verdensis is een ondersoort van de zeeslakkensoort Conus verdensis, uit het geslacht Conus. De slak behoort tot de familie Conidae. Conus verdensis verdensis werd in 1979 beschreven door Trovão. Net zoals alle soorten binnen het geslacht Conus zijn deze slakken roofzuchtig en giftig. Zij bezitten een harpoenachtige structuur waarmee ze hun prooi kunnen steken en verlammen.